# Carlo Fanton
Carlo Fanton (* 26. Mai 1910 in San Tomio di Malo (Gemeinde Malo); † 26. März 1999) war ein italienischer römisch-katholischer Geistlicher und Weihbischof in Vicenza.

## Leben
Carlo Fanton empfing am 10. Juli 1932 das Sakrament der Priesterweihe. 
Am 7. Januar 1967 ernannte ihn Papst Paul VI. zum Titularbischof von Bennefa und zum Weihbischof in Vicenza. Der Bischof von Vicenza, Carlo Zinato, spendete ihm am 24. Februar desselben Jahres die Bischofsweihe; Mitkonsekratoren waren der Bischof von Valva e Sulmona, Luciano Marcante, und der Bischof von Treviso, Antonio Mistrorigo. Fanton wurde am 13. November 1976 zum Titularbischof von Acelum ernannt.
Am 31. Dezember 1988 nahm Papst Johannes Paul II. das von Carlo Fanton aus Altersgründen vorgebrachte Rücktrittsgesuch an.